# Bill Laswell
Bill Laswell (Salem, Illinois, 1955. február 12. –) amerikai basszusgitáros, producer, lemezkiadó.
Laswell a kortárs kísérleti zene, experimentális elektronikus zene, modern dzsessz és popzene egyik legakítívabb alakítója. Zenészként, producerként és kiadóvezetőként több száz felvétel elkészítésében működött közre és zenészek százaival dolgozott együtt. Műfajok nagyon széles spektrumán aktív az ambienttől a heavy metalon át a dzsesszig, a dubig, a funkig és a világzenéig.

## Diszkográfia

### Szólólemezek
- Baselines, 1983
- Hear No Evil, 1988
- Outer Dark, 1994
- Silent Recoil: Dub System One, 1995
- Oscillations, 1996
- City of Light, 1997
- Oscillations 2, 1998
- Invisible Design, 1999
- Imaginary Cuba, 1999
- Permutation, 1999
- Dub Chamber 3, 2000
- Lo. Def Pressure, 2000
- Filmtracks 2000, 2001
- Points of Order, 2001
- Version 2 Version: A Dub Transmission, 2004
- Invisible Design II, 2009
- Means of Deliverance, 2012
- Túwaqachi (The Fourth World), 2012

### Együttműködések
Nem tartalmazza a Laswell által magánkiadásban megjelentetett koncertfelvételeket. A japán neveket a könnyebb visszakereshetőség miatt angolos átírásban írjuk.
- Low Life, 1987 (& Peter Brötzmann)
- Asian Games, 1993 (& Ryuichi Sakamoto, Yosuke Yamashita)
- Outland, 1994 (& Pete Namlook)
- Psychonavigation, 1994 (& Pete Namlook)
- Cymatic Scan, 1994 (& Tetsu Inoue)
- Visitation, 1994 (& Jonah Sharp)
- Web, 1995 (& Terre Thaemlitz)
- Somnific Flux, 1995 (& Mick Harris)
- Subsonic 2: Bass Terror, 1995 (& Nicholas Bullen)
- Psychonavigation 2, 1995 (& Pete Namlook)
- Interpieces Organization, 1996 (& Haruomi Hosono)
- Outland 2, 1996 (& Pete Namlook)
- Psychonavigation 3, 1997 (& Pete Namlook)
- Dub Meltdown, 1997 (& Style Scott)
- Sacred System: Chapter Two, 1997 (& Sacred System)
- Nagual Site, 1998 (& Sacred System)
- Meridiem, 1998 (& Percy Howard, Charles Hayward, Fred Frith)
- Charged, 1999 (& Toshinori Kondo, Eraldo Bernocchi)
- Sacrifice', 2000 (& Divination)
- Transformational Meditation – Perfect Weight, 2000 (& Kathy Freston, Janet Rienstra)
- Radioaxiom – A Dub Transmission, 2001 (& Jah Wobble)
- Life Space Death, 2001 (& Toshinori Kondo, His Holiness The Dalai Lama)
- Book of Exit: Dub Chamber 4, 2002 (& Sacred System)
- Soup, 2003 (& Otomo Yoshihide, Yoshigaki Yasuhiro)
- Brutal Calling, 2004 (& Submerged)
- With a Heartbeat, 2004 (& Pharoah Sanders, Graham Haynes)
- Massafat, 2004 (& Azzddine)
- A Navel City / No One Is There, 2004 (& Hoppy Kamiyama)
- Guided Relaxation and Meditation, 2005 (& Sharon Gannon)
- Episome, 2006 (& Otomo Yoshihide, Tatsuya Yoshida)
- Roots Tonic Meets Bill Laswell, 2006 (& Roots Tonic)
- Neftakhir, 2006 (& Maghreibka)
- Lodge, 2008 (& Fanu)
- No Matter, 2008 (& Mark Nauseef, Kudsi Erguner, Markus Stockhausen)
- Kasbah Rockers, 2008 (& Kasbah Rockers)
- Dub of the Passover, 2011 (& David Solid Gould)
- Near Nadir, 2011 (& Mark Nauseef, Ikue Mori, Evan Parker)
- Blixt, 2011 (& Raoul Björkenheim, Morgan Ågren)
- Bass & Drums, 2011 (& Tatsuya Nakamura, Hideo Yamaki)
- Robert Musso's Axiomatic, 2012 (& Robert Musso)
- The Stone, 2014 (& Milford Graves)
- The Dream Membrane, 2014 (& David Chaim Smith, John Zorn)
- The Process, 2014 (& Jon Batiste, Chad Smith)
- Space/Time Redemption, 2014 (& Milford Graves)
- Kauai: The Arch of Heaven, 2015 (& Caridyn)
- Realm, 2015 (& Barton Rage)
- Sopko Laswell Pridgen, 2015 (& Mike Sopko, Thomas Pridgen)
- After Such Knowledge, What Forgiveness?, 2016 (& Submerged)
- Nowstalgia, 2018 (& Alex Haas)
- Mudang Rock, 2018 (& Simon Barker, Henry Kaiser, Rudresh Mahanthappa)
- Realm of Spells, 2019 (& Jah Wobble)
- Smoke + Glass, 2019 (& Alex Haas)
- The Acid Lands, 2020 (& Iggy Pop, William S. Burroughs, Opening Performance Orchestra)
- On Common Ground, 2020 (& Mike Sopko, Tyshawn Sorey)
- Sacred Ceremonies, 2021 (& Wadada Leo Smith, Milford Graves)
- Incidents, 2021 (& Alex haas)
- The Cleansing, 2022 (& John Zorn)
- Nammu, 2022 (& Ulf Ivarsson)
- Memoria, 2003 (& John Zorn)
- Willisau, 2023 (& Jack DeJohnette, Graham Haynes, Elliott Sharp)
- Breath Versus Beats, 2023 (& Simon Berz, Toshinori Kondo)

### Fontosabb produceri munkák (válogatás)
- Laurie Anderson: Mister Heartbreak, 1984
- Herbie Hancock: Sound-System, 1984
- Fela Kuti: Army Arrangement, 1984
- Gil Scott-Heron: Re-Ron, 1984
- Afrika Bambaataa: Kick Out the Jams, 1985
- Manu Dibango: Electric Africa, 1985
- Mick Jagger: She's the Boss, 1985
- Sly & Robbie: Language Barrier, 1985
- Yoko Ono: Starpeace, 1985
- Public Image Ltd: Album, 1986
- Ginger Baker: Horses & Trees, 1986
- Peter Gabriel: In Your Eyes, 1986
- Motörhead: Orgasmatron, 1986
- James Blood Ulmer: America Do You Remember the Love?, 1987
- Motörhead: Rock 'n' Roll, 1987
- Ryuichi Sakamoto: Neo Geo, 1987
- Sly & Robbie: Rhythm Killers, 1987
- Afrika Bambaataa: The Light, 1988
- Bootsy Collins: What's Bootsy Doin'?, 1988
- Herbie Hancock: Perfect Machine, 1988
- Iggy Pop: Instinct, 1988
- Ramones: Brain Drain, 1989
- Swans: The Burning World, 1989
- White Zombie: Make Them Die Slowly, 1989
- Ginger Baker: Middle Passage, 1990
- Maceo Parker: For All the King's Men, 1990
- FFF: Blast Culture, 1991
- Jonas Hellborg: The World, 1991
- William S. Burroughs: Words of Advice for Young People, 1993
- George Clinton: Hey Man, Smell My Finger, 1993
- Pharoah Sanders: Message from Home, 1996
- Pharoah Sanders: Save Our Children, 1998
- James Blood Ulmer: Blue BLood, 2001
- Angélique Kidjo: Black Ivory Soul, 2002
- Matisyahu: Youth, 2006
- Lee „Scratch” Perry: Rise Again, 2011

### Fontosabb közreműködések basszusgitárosként (válogatás)
- Brian Eno & David Byrne: My Life in the Bush of Ghosts, 1981 (America Is Waiting)
- Fred Frith: Speechless, 1981
- Elliott Sharp: Moving Info, 1981
- Brian Eno: Ambient 4: On Land, 1982 (Lizard Point)
- Herbie Hancock: Future Shock, 1983
- Lenny White: Attitude, 1983
- Laurie Anderson: Mister Heartbreak, 1984 (Sharkey's Day, Gravity's Angel, Kokoku, Excellent Birds, Blue Lagoon, Sharkey's Night)
- Herbie Hancock: Sound-System, 1984 (Hardorock, Junku, Sound-System)
- Tom Verlaine: Cover, 1984 (Miss Emily)
- Mick Jagger: She's the Boss, 1985 (Lonely at the Top, Just Another Night)
- Public Image Ltd: Album, 1985 (F.F.F., Rise, Fishing, Round, Bags, Home)
- Laurie Anderson: Home of the Brave, 1985 (Credit Racket)